# موتورولا أتريكس 4G (موبايل)
موتورولا أتريكس 4G (بالإنجليزية: Motorola Atrix 4G)‏ هو هاتف ذكي من موتورولا للهواتف النقالة يعمل بنظام أندرويد.

## الخصائص
- نظام التشغيل: أندرويد
- الكاميرا الأمامية: 0.3 ميجابكسل
- الكاميرا الخلفية: 5 ميجابكسل
- الشاشة: إل سي دي
- الوزن: 135 غرام (4.8 أونصة)
- المعالج: 1 جيجا هرتز ثنائي النواة
- الذاكرة: 1 جيجابايت
- التخزين: 16 جيجابايت

## وصلات خارجية
- الموقع الإلكتروني